# روئه ولچیانو
روئه ولچیانو (به ایتالیایی: Roè Volciano) یک کومونه در ایتالیا است که در استان برشا واقع شده‌است. روئه ولچیانو ۵ کیلومتر مربع مساحت و ۴٬۵۵۶ نفر جمعیت دارد.